# Marie-Claudine Rozet
Marie-Claudine Germain-Rozet auch Marie-Claude-Lucie Germain (* unbekannt; † 1784 in Moskau) war eine der ersten französischen Buchhändlerinnen in Russland.

## Leben und Wirken
Sie war eine geborene Germain und entstammte einer Familie von Buchhändlern. Sie ehelichte Benoît Rozet (ca. 1732–1794) der im gleichen Metier tätig war. Er wiederum war der Sohn eines Lyoner Kaufmanns und arbeitete in Paris mit André-François Le Breton zusammen. Das Paar hatte vier Kinder. 
Sie verließ Frankreich und verlegte ihren Lebensmittelpunkt nach Russland, dort lebte sie vom Jahre 1770 an abwechselnd in Sankt Petersburg oder in Moskau. Zunächst trat sie ihre Arbeit mit einer Empfehlung des Astronomen Joseph Jérôme Lefrançais de Lalande als Erzieherin, gouvernante an, um später Bücher zu verkaufen. Man schätzte sie nicht nur wegen der Qualität ihrer Waren, sondern sie schuf auch ein Netzwerk unter vielen zeitgenössischen Akademikern in Russland, so etwa mit dem Astronom und Mathematiker Johann Albrecht Euler, dem Historiker Gerhard Friedrich Müller. Ihr ist es zu verdanken, dass das Werk über die Geschichte Russlands, Histoire de Russie, Paris (1785), von Pierre-Charles Levesque auch im Zarenreich Verbreitung fand.
Während seiner Russlandreise lernte Denis Diderot die engagierte Buchhändlerin kennen.